# Željko Kerum
Željko Kerum (ur. 25 września 1960 w Splicie) – chorwacki przedsiębiorca, samorządowiec i polityk, burmistrz Splitu.

## Życiorys
W 1978 ukończył techniczną szkołę średnią w Splicie. Został następnie zatrudniony w przedsiębiorstwie budowlanym Melioracija, przez rok pracował też jako kierowca maszyn budowlanych w Iraku. W 1989 zajął się prowadzeniem własnej działalności gospodarczej. Założył wówczas pierwszy sklep typu convenience shop. W 1996 poprzez swoją firmę Kerum otworzył pierwszy supermarket w pobliżu Splitu, tworząc wkrótce sieć kilkudziesięciu punktów handlowych. W 2003 zakupił dawne obiekty przemysłowe, a w 2007 na tym terenie otworzył największe w Dalmacji centrum handlowe Joker. Željko Kerum dzięki temu biznesowi stał się jednym z najbogatszych ludzi w Chorwacji.
W 2009 zdecydował się zaangażować w działalność polityczną, startując na urząd burmistrza Splitu jako kandydat niezależny. W drugiej turze uzyskał około 58% głosów. Już kilka miesięcy po objęciu urzędu spowodował skandal dyplomatyczny, gdy w popularnym programie telewizyjnym wygłaszał negatywne komentarze pod adresem Serbów i Czarnogórców.
Już po wygranych wyborach samorządowych założył i stanął na czele własnego ugrupowania – Chorwackiej Partii Obywatelskiej. Przed wyborami parlamentarnymi w 2011 zawarł koalicję z HDZ. W wyniku głosowania z 4 grudnia 2011 uzyskał mandat posła do Zgromadzenia Chorwackiego. W 2013 nie utrzymał stanowiska burmistrza, pozostał jednak aktywny w lokalnej polityce.